# Bacharuddin Jusuf Habibie
Bacharuddin Jusuf Habibie (25. června 1936 – 11. září 2019) byl indonéský politik, v letech 1998–1999 třetí prezident Indonésie.

## Biografie
Vystudoval techniku v Německu. Roku 1974 se vrátil do Indonésie a stal se ředitelem státního podniku vyrábějícího leteckou techniku. Pod jeho vedením podnik změnil jméno na Indonesian Aerospace a specializoval se na výrobu helikoptér a malých letounů. Za Suhartova režimu vstoupil do politické strany Golkar (Partai Golongan Karya), o níž se Suharto především opíral. Roku 1998 se Habibie stal překvapivě Suhartovým viceprezidentem, ač ho Suharto předtím zřejmě vůbec neznal. Suharto však potřeboval někoho, kdo zjevně nenesl vinu za hospodářskou krizi (iniciovanou Asijskou krizí roku 1997) a pád místní měny rupie.
Suhartova vláda přesto brzy začala čelit mohutným protestům. Rozbuškou celostátních nepokojů se stala střelba do protestujících studentů jakarstské Univerzity Trisakti. Suharto pod tlakem protestů rezignoval 20. května 1998 a Habibie se jako viceprezident okamžitě stal prezidentem, přestože sám Suharto zřejmě očekával, že Habibie rezignuje spolu s ním. Část protestujících to vnímala negativně, neboť v Habibiem viděla jen Suhartova pokračovatele, část ho naopak uvítala jako politika, který převede zemi z autoritářské do demokratického režimu.
Habibiemu se skutečně podařilo uklidnit napětí v zemi, začal pracovat na demokratizaci země, stabilizoval ekonomiku a zahájil jednání s čínskou menšinou, která se stala obětí útoků při nepokojích roku 1998. Připravil též rozsáhlý program umožňující indonéským studentům studium v zahraničí, zejména v USA, Evropě a Japonsku. Zvolil ovšem zvláštní, často kritizovanou, taktiku v otázce Východního Timoru, který Indonésie považuje za svou provincii, který však chce být nezávislým státem. K překvapení světových politiků Habiebi svolil, aby se ve Východním Timoru konalo roku 1999 referendum, v němž si Timořané měli zvolit mezi nezávislostí a autonomií v rámci Indonésie. Drtivě zvítězila varianta nezávislosti, při stahování indonéských vojáků však došlo k rozsáhlému krveprolití, které znamenalo velkou mezinárodní krizi, již řešili jednotky OSN (INTERFET), v nichž značný podíl měla Austrálie, která na referendum v Timoru také nejvíce tlačila.
Habibie věřil, že bude kandidátem své strany v chystaných prezidentských volbách, ovšem ve vnitrostranickém hlasování nakonec neuspěl a z politiky se stáhl, přičemž se vrátil k podnikání v Německu. Vydal poté vzpomínkovou knihu Detik-Detik Yang Menentukan: Jalan Panjang Indonesia Menuju Demokrasi, kde tvrdil, že roku 1998 zmařil vojenský puč, který ho měl sesadit, a zachránil tak rodící se indonéskou demokracii.